# Politiegeneraal
Politiegeneraal is een hoge rang binnen het politiewezen. Verschillende landen kennen of kenden een dergelijke rang, vooral in op militaire leest geschoeide politiekorpsen.

## Nazi-Duitsland

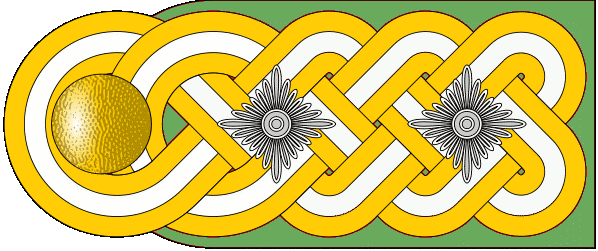
General der Polizei (epaulet)

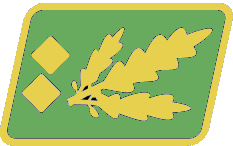
Kraagspiegel 1942-45

In nazi-Duitsland was de rang General der Polizei vergelijkbaar die van generaal van een wapenvak of bij de Waffen-SS, of een SS-Obergruppenführer en Generaal in de Waffen-SS.

### Duitse officieren in deze rang tot 1945
- Erich von dem Bach-Zelewski (1899–1972)
- Theodor Berkelmann (1894–1943)
- Kurt Daluege (1887-1946)
- Karl von Eberstein (1894–1979)
- Karl Hermann Frank (1898–1946)
- Curt von Gottberg (1896–1945)
- Karl Michael Gutenberger (1905–1961)
- August Heißmeyer (1897–1979)
- Reinhard Heydrich (1904–1942)
- Richard Hildebrandt (1897–1952)
- Hermann Höfle (1898–1947)
- Otto Hofmann (1896–1982)
- Wolf-Heinrich von Helldorf (1896-1944)
- Friedrich Jeckeln (1895–1946)
- Ernst Kaltenbrunner (1903–1946)
- Wilhelm Koppe (1896–1975)
- Friedrich-Wilhelm Krüger (1894–1945)
- Benno Martin (1893–1975)
- Emil Mazuw (1900–1987)
- Karl Oberg (1897–1965)
- Günther Pancke (1899–1973)
- Wilhelm Rediess (1900–1945)
- Gustav Adolf Scheel (1907–1979)
- Ernst-Heinrich Schmauser (1890-1945)
- Udo von Woyrsch (1895–1983)
- Maximilian von Herff (1893-1945)
- Rudolf Querner (1893-1945)
- Jürgen von Kamptz (1891-1954)
- Erwin Rösener (1902-1946)
- Bruno Streckenbach (1902-1977)
- Ulrich Greifelt (1896-1949)

### Duitse officieren in deze rang vanaf 1945
- Friedrich Eichele
- Karl Maron, Deutsche Volkspolizei (1903–1975)
- Karl-Heinz Wagner, Deutsche Volkspolizei (1928–2011)
- Magnus von Heimannsberg, achteraf General der Polizei a. D.

## Andere bekende officieren in deze rang
- Roland Horngacher (Oostenrijk, Bundespolizei)
- Vlastimir Djordjevic (Servië)